# Milli (rapper)
Danupha Khanatheerakul (tiếng Thái: ดนุภา คณาธีรกุล; RTGS: danupha khanathirakun) (sinh ngày 13 tháng 11 năm 2002), nghệ danh là Milli, là một ca sĩ rapper người Thái. Cô nổi tiếng trên toàn quốc với đĩa đơn đầu tiên "Phak Kon" (พักก่อน), được phát hành vào tháng 2 năm 2020. Tiếp nối theo đó là thành công của đĩa đơn "Sud Pang" (สุดปัง) phát hành cùng năm.

## Tiểu sử
Milli tên thật là Danupha Khanatheerakul sinh ngày 13 tháng 11 năm 2002 tại Băng Cốc, Thái Lan. Cô tốt nghiệp trường nữ sinh trung học Nonthaburi Girls. Cô có cảm hứng với hip-hop từ năm 2 trung học và Nicki Minaj là nguồn cảm hứng của cô.
Vào ngày 21 tháng 7 năm 2021, quân đội chính phủ của Prayut Chan-o-cha đã buộc tội cô vì đã chỉ trích chính phủ chậm phản ứng với Đại dịch COVID-19. Cô bị buộc tội đăng tải thông tin "làm tổn tại an ninh quốc gia", có thể bị phạt 5 năm tù giam. Cộng đồng mạng thái, bao gồm nhiều ca sĩ và nghệ sĩ, đã lên tiếng hỗ trợ cô bằng cách sử dụng hashtag "#Saveมิลลิ" (#SaveMilli). Chính phủ tuyên bố sẽ truy tố thêm ít nhất 20 người có ảnh hưởng ở Thái Lan đã chỉ trích và cáo buộc họ phát tán "tin giả".

## 2019–nay: Sự nghiệp âm nhạc

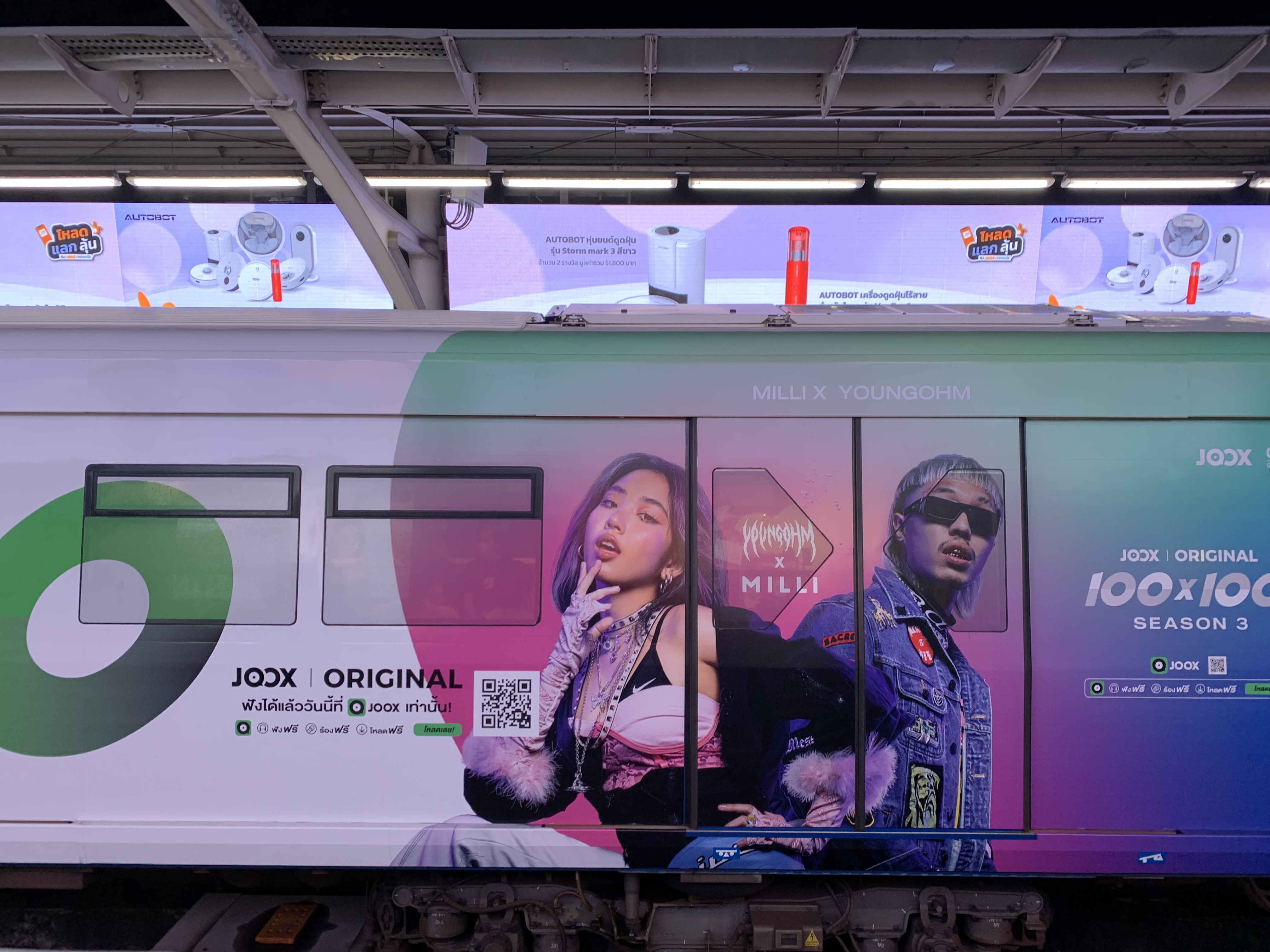
Milli và Youngohm trong một quảng cáo của JOOX

Milli bắt đầu sự nghiệp của mình trong chương trình truyền hình Thái The Rapper 2. Cô được ban giám khảo đánh giá cao về cách biểu diễn và phong cách hát. Cô trở thành nghệ sĩ của nhà cung cấp nội dung Nam Á YUPP!.

### "Phak Khon" and "Sud Pang"
Milli thu âm đĩa đơn đầu tiên "Phak Khon" (พักก่อน) vào tháng 2 năm 2020, một ca khúc hip-hop kết hợp châm biếm về bạn bè của cô và thông điệp chống lại sự bắt nạt. Ca khúc này sử dụng tiếng Lu, Isan và tiếng Anh. Nó đã khiến cô trở nên nổi tiếng, video âm nhạc đạt 68.875.585 lượt xem trên YouTube tính đến tháng 6 năm 2020.
Vào tháng 6 năm 2020, cô thu âm đĩa đơn thứ hai "Sud Pang" (สุดปัง), nói về cuộc sống, ước mơ và vẻ đẹp của cô. Ca khúc sử dụng tiếng Thái (giọng Bắc và Nam), Isan, Nhật, Lu và tiếng Anh. Ca khúc đạt 13.155.729 lượt xem trên YouTube tính đến tháng 8 năm 2020.

## Danh sách đĩa nhạc

### Album phòng thu
| Tiêu đề      | Chi tiết Album |
| ------------ | --- |
| Babb Bum Bum | - Phát hành: Ngày 9 tháng 11 năm 2022 - Hãng đĩa: Yupp! Entertainment - Định dạng: Tải kỹ thuật số, phát trực tuyến |

### Đĩa đơn
| Tiêu đề                                | Năm  | Album               |
| -------------------------------------- | ---- | ------------------- |
| "Phak Kon" (พักก่อน)                     | 2020 | Đĩa đơn không album |
| "Sud Pang" (สุดปัง)                      | 2020 | Đĩa đơn không album |
| "Nu Tham Eng" (หนูทำเอง)                | 2021 | Đĩa đơn không album |
| "To the Max"                           | 2021 | Đĩa đơn không album |
| "Not Yet!"                             | 2021 | Babb Bum Bum        |
| "The Weekend" (Milli remix) (với Bibi) | 2022 | Đĩa đơn không album |
| "17 Min" (17 นาที)                      | 2022 | Babb Bum Bum        |
| "Mango Sticky Rice"                    | 2022 | Đĩa đơn không album |
| "Sad Aerobic"                          | 2022 | Babb Bum Bum        |
| "Welcome"                              | 2022 | Babb Bum Bum        |

### Nhạc phim
| Năm  | Bài hát | Nghệ sĩ khác | Phim                          |
| ---- | ------- | ------------ | ----------------------------- |
| 2020 | คนจะรวย | MAIYARAP     | The Graduates                 |
| 2020 | เอาให้ชัด | PUIMEK       | Friend Zone 2: Dangerous Area |

### Video âm nhạc
| Năm  | Bài hát             | Ghi chú                                              | Tham khảo |
| ---- | ------------------- | ---------------------------------------------------- | --------- |
| 2020 | "Phak Khon" (พักก่อน) | Sản xuất bởi Nino                                    | [ 11 ]    |
| 2020 | "Sud Pang" (สุดปัง)   | Sản xuất bởi Spatchies                               | [ 12 ]    |
| 2020 | "Ta Taek" (ตาแตก)   | Cùng với WONDERFRAME, Anan Wong, Wanarat Ratsameerat | [ 13 ]    |
| 2021 | TO THE MAX          | Sản xuất bởi Spatchies                               | [ 14 ]    |
| 2021 | Not Yet!            | Sản xuất bởi Spatchies                               | [ 15 ]    |
| 2021 | ลำพัง                | Hát đệm cho Lazyloxy                                 | [ 16 ]    |
| 2021 | Say it              | Cùng với Jackie Trinity                              | [ 17 ]    |
| 2021 | "Whip it" (ฟาด)     | Hát đệm cho Tsunari                                  | [ 18 ]    |
| 2021 | Mirror Mirror       | Cùng với F.HERO, Changbin (Stray Kids)               | [ 19 ]    |
| 2021 | อนาคตคือ             | Cùng với YOUNGOHM                                    | [ 20 ]    |

## Giải thưởng và đề cử
| Năm  | Giải thưởng                                       | Hạng mục                             | Tác phẩm/Người nhận | Kết quả   | Nguồn         |
| ---- | ------------------------------------------------- | ------------------------------------ | ------------------- | --------- | ------------- |
| 2020 | KAZZ Awards 2020                                  | Ngôi sao mới                         | Milli               | Đoạt giải | [ 21 ]        |
| 2020 | RAP IS NOW AWARDS 2020                            | Bài hát hip-hop của năm              | "Phak Khon" (พักก่อน) | Đoạt giải | [ 22 ]        |
| 2020 | RAP IS NOW AWARDS 2020                            | Gương mặt mới của năm                | Milli               | Đoạt giải | [ 22 ]        |
| 2020 | JOOX x Siam Paragon Present Thailand Top 100 2020 | 10 ca khúc nổi tiếng năm 2020        | "Phak Khon" (พักก่อน) | Đoạt giải |               |
| 2020 | Giải thưởng Âm nhạc Châu Á Mnet 2020              | Nghệ sĩ Thái Lan mới xuất sắc châu Á |                     | Đoạt giải | [ 23 ]        |
| 2021 | RAP IS NOW AWARDS 2021                            | Nghệ sĩ của năm                      | Milli               | Đề cử     | [ 24 ]        |
| 2023 | TOTY Music Awards 2022                            | Nghệ sĩ solo của năm                 |                     | Đề cử     | [ 25 ] [ 26 ] |
| 2023 | TOTY Music Awards 2022                            | Thu âm của năm                       |                     | Đề cử     | [ 25 ] [ 26 ] |
| 2023 | TOTY Music Awards 2022                            | Album của năm                        | Babb Bum Bum        | Đoạt giải | [ 25 ] [ 26 ] |
| 2023 | TOTY Music Awards 2022                            | Nghệ sĩ xuất sắc của năm             | Milli               | Đoạt giải | [ 25 ] [ 26 ] |
| 2023 | TOTY Music Awards 2022                            | Nhà sản xuất của năm                 | Babb Bum Bum        | Đoạt giải | [ 25 ] [ 26 ] |